# Anna Ruysch
Anna Ruysch (La Haia, 1666 – Amsterdam, 1741) fou una pintora de bodegons de flors de l'Edat d'Or neerlandesa.

## Biografia
Anna Elisabeth Ruysch era la filla del botànic i anatomista Frederik Ruysch i la seva esposa Maria Post i germana menor de la pintora Rachel Ruysch. Quan Anna estava nounada la família es va traslladar de la Haia a Amsterdam. Allí Frederik Ruysch va exhibir bodegons anatòmics que constaven d'insectes, flors, i plantes que després es convertirien en temes per a Anna i Rachel Ruysch. A l'edat de 15 o 16 anys Rachel era aprenent del pintor Willem van Aelst, i es dona per descomptat que la seva germana Anna també.
Anna Ruysch va deixar de pintar quan es va casar amb el comerciant de pintura Isaak Hellenbroek. Després de la mort del seu marit, Anna i el seu fill van continuar van continuar amb el negoci de pintura. Anna va morir a l'edat de 87 en Amsterdam.

## Obres

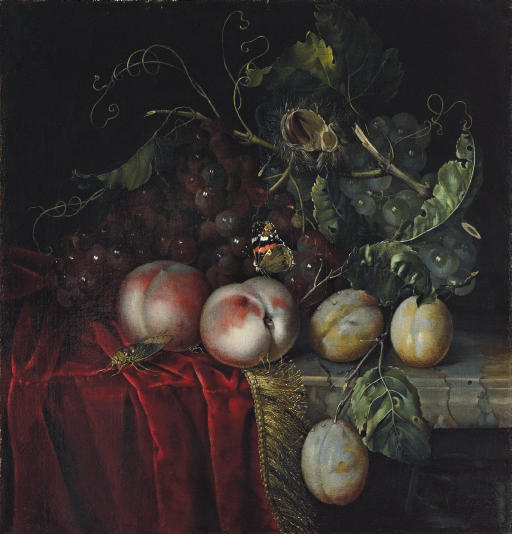
Pintura de fruites, amb una papallona i una panerola en una cartel·la de marbre coberta per un drap, per Anna Ruysch, va ser venuda en una subhasta l'any 2007

Anna i la seva germana Rachel Ruysch van pintar en el mateix estil i els mateixos temes: flors, fruita i animals petits. A causa que Anna Ruysch rarament va signar el seu treball, únicament hi ha un nombre petit de pintures atribuïdes amb certesa a ella.
L'any 2007, un bodegó realitzat per Anna Ruysch es va vendre en una subhasta per 50 900 £.